# Тест невложенных моделей
Тест не вложенных моделей (англ. Non-nested test) — статистический тест, позволяющий сравнить эконометрические модели, каждая из которых не может быть получена путём наложения ограничений на параметры другой модели.

## Сравнение моделей с одинаковой зависимой переменной
Пусть даны две модели линейной регрессии:
{\displaystyle {\begin{cases}H_{1}:y=x^{T}a+u\\H_{2}:y=z^{T}b+v\end{cases}}}
Рассмотрим объединённую модель:
{\displaystyle y=(1-\alpha )x^{T}a+\alpha z^{T}b+\varepsilon }
В рамках данной модели, если параметр {\displaystyle \alpha } равен нулю, то имеем первую модель, если единице — вторую модель. Однако, непосредственно оценить эту модель невозможно, в связи с одновременной неидентифицируемостью параметров. Однако, если сначала оценить одну (например вторую) модель, потом использовать в общей модели оценки параметров одной модели, то объединённую модель можно однозначно оценить:
{\displaystyle y=(1-\alpha )x^{T}a+\alpha z^{T}{\hat {b}}+\varepsilon =x^{T}a^{*}+\alpha {\hat {y}}+\varepsilon }
То есть необходимо оценить первую модель с добавлением оценки зависимой переменной по второй модели. Далее необходимо проверить статистическую значимость параметра {\displaystyle \alpha } с помощью обычной t-статистики, которая имеет асимптотическое стандартное нормальное распределение. Если параметр значим, то первую модель нельзя считать лучше второй. Аналогично поступают и приняв в качестве базовой модели вторую (оценивают сначала первую модель, затем добавляют значения зависимой переменной во вторую). Если обе модели отвергаются или обе не отвергаются, то ситуация неопределенная. В остальных случаях предпочтение отдается одной из моделей.
Данный тест иногда называют J-тестом (не путать с одноименным тестом в обобщенном методе моментов). Он был предложен Девидсоном и МакКинноном.

## PE{\displaystyle P_{E}}-тест
Пусть имеются две модели:
{\displaystyle {\begin{cases}H_{1}:y_{1}=f_{1}(y)=x_{1}^{T}b_{1}+u\\H_{2}:y_{2}=f_{2}(y)=x_{2}^{T}b_{2}+v\end{cases}}}
Например, первая модель — обычная линейная, а вторая — логарифмическая.
Сначала оцениваются обе модели и находятся оценки зависимой переменной обеих моделей. Затем в «нулевую» модель добавляют новую переменную, равную разности зависимой переменно по альтернативной модели и оценку по нулевой, приведенной к тому же виду:
{\displaystyle y_{1}=x_{1}^{T}b+\alpha ({\hat {y}}_{2}-f_{2}(f_{1}^{-1}({\hat {y}}_{1})))+\varepsilon _{1}}
{\displaystyle y_{2}=x_{2}^{T}b+\beta ({\hat {y}}_{1}-f_{1}(f_{2}^{-1}({\hat {y}}_{2})))+\varepsilon _{2}}
Далее проверяется значимость коэффициентов ({\displaystyle \alpha } и {\displaystyle \beta }) при введенных дополнительных переменных. Если коэффициент значим, то альтернативная модель лучше «нулевой», в противном случае альтернатива «не лучше» нулевой, а нулевая «не хуже» альтернативной. Если отвергаются обе модели, то следует построить неким образом объединённую модель, в которой учитываются особенности обеих моделей. Если обе модели не отвергаются, то есть обе оказываются «не хуже» альтернативы, то с точки зрения данного теста модели эквивалентны. В остальных случаях предпочтение отдается одной из моделей.